# Ƌ
Ƌ، ƌ یکی  از حروف الفبای لاتین است. این نویسه میان سال‌های ۱۹۵۷ تا ۱۹۸۶ میلادی در الفبای معیار جوانگ مورد استفاده بود، ولی سپس ترکیب nd جایگزین آن شد.